# Стара Десна
Стара Десна — річка стариця в Україні, у Менському районі Чернігівської області. Ліва притока Десни (басейн Дніпра).

## Опис
Довжина річки 17 км., похил річки — 0,29 м/км. Площа басейну 65,0 км².

## Притоки
- Лош (ліва).

## Розташування
Бере початок на південно-східній стороні від Куковичів. Тече переважно на північний схід через Луки (колишнє село Максаківський) і на південно-західній стороні від Максаків впадає у річку Десну, ліву притоку Дніпра.

## Цікаві факти
- На лівому березі річки знаходиться Максаківський монастир.